# Botruanthus
Botruanthus McMurrich, 1910 è un genere di antozoi della famiglia Botrucnidiferidae.

## Tassonomia
Comprende le seguenti specie:
- Botruanthus benedeni (Torrey & Kleeberger, 1909)
- Botruanthus mexicanus Stampar, González-Muñoz & Morandini, 2016